# 朝鲜劳动党第六次代表大会
朝鲜劳动党第六次代表大会于1980年10月10日－1980年10月14日在平壤市召开。会议上，朝鲜劳动党中央委员会总书记金日成作了党中央委员会工作总结报告。他在报告中总结了五大以来在革命和建设中取得的成就和经验，宣布了实现全社会的主体思想化为朝鲜民主主义人民共和国革命的总任务，并全面阐述了完成这项任务的具体任务和途径。大会选举产生朝鲜劳动党第六届中央委员会，金日成之子金正日当选为党中央委员会委员，正式成為金日成接班人。大会通过了新的党章。朝鲜劳动党第六次代表大会标志着朝鮮的意識形態的轉變，該國不再主張共产主义和马克思列宁主义，轉而將主體思想列為核心。在对外关系中，國家利益也优先于无产阶级国际主义。1980年－2013年间，朝鲜劳动党第六届中央委员会共举行了23次全体会议。（1993年－2010年间没有召开全会）
2013年10月10日，朝鲜劳动党建党68周年纪念日，朝鲜劳动党黨报《劳动新闻》登载文章，强调联邦制度才是最光明正大的民族共同统一方案。对于朝鲜能够接受的统一方案，文中作出了引述，指金日成曾在1980年10月10日召开的朝鮮勞動黨第六次代表大會上提出过高丽民主联邦共和国建国方案，金正日则亲口作出过指示，指为了祖国统一顺利实现，最合理的方案就是以联邦制为基础，建立统一的民族国家。